# کردستان۲۴
کردستان۲۴ (انگلیسی: Kurdistan24) یک شبکهٔ تلویزیونی خبری به زبان کردی است که در ۳۱ اکتبر ۲۰۱۵ در اربیلِ اقلیم کردستان شروع به کار کرده‌است. این شبکه علاوه بر دفتر اربیل، دفاتر خارجی در واشینگتن و کلن نیز دایر کرده‌است.